# Замок Виттихенштейн
Замок Виттихенштейн - это руины замка стоявшего на отроге крутого холма над монастырем Виттихен в коммуне Шенкенцелль в округе Ротвайль в Баден-Вюртемберге .

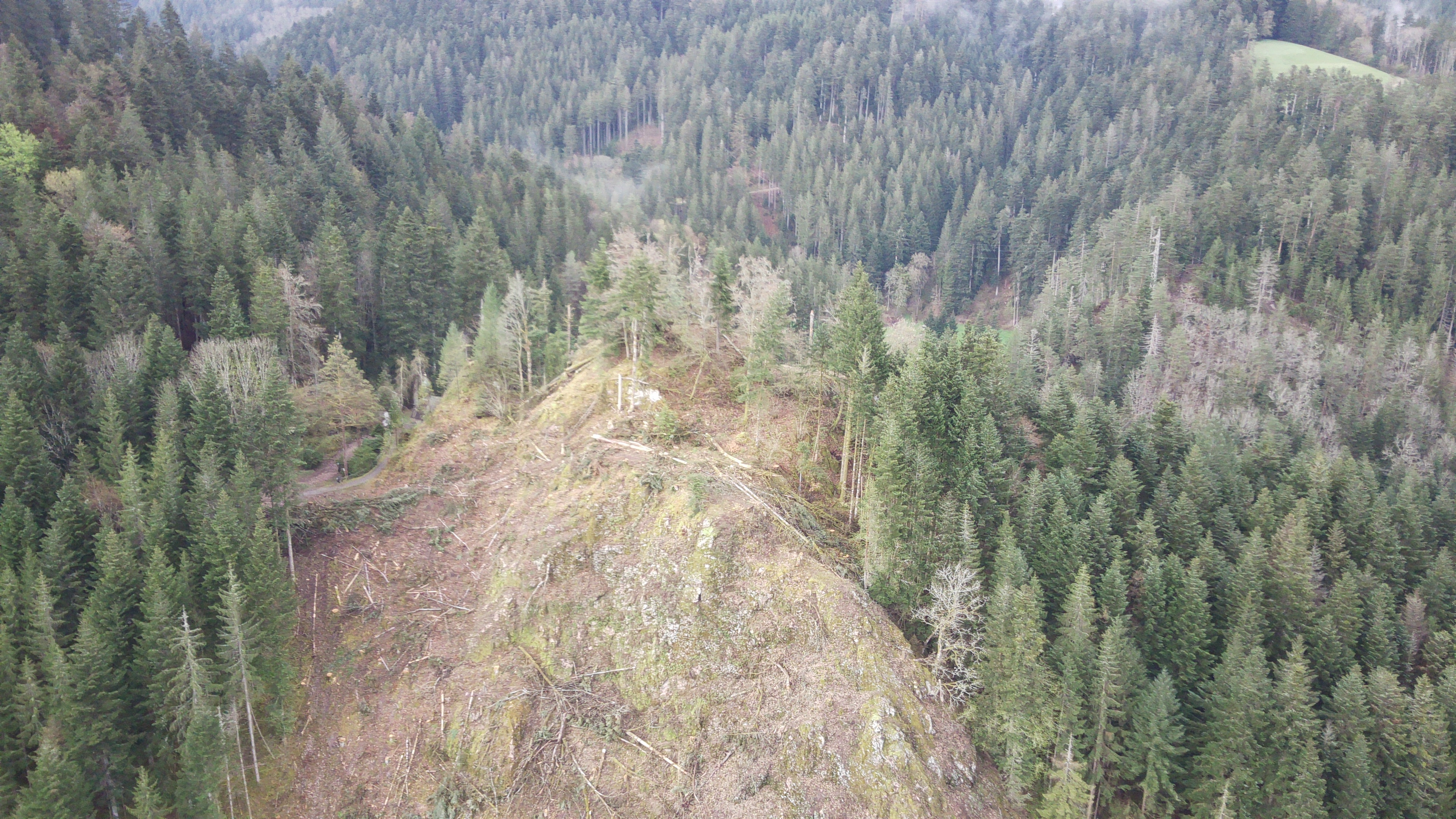
Замковая скала, вид с юга.

Замок упоминается впервые в 1293 году, а уже в 1344 году упоминается как руина. Он был собственностью дворян Шенкенцелля и служил для организации и защиты находящихся поблизости серебряных рудников .
На сегодняшний день сохранились лишь минимальные фрагменты.